# Gallotia caesaris
Gallotia caesaris là một loài thằn lằn trong họ Lacertidae. Loài này được Lehrs mô tả khoa học đầu tiên năm 1914.

## Hình ảnh

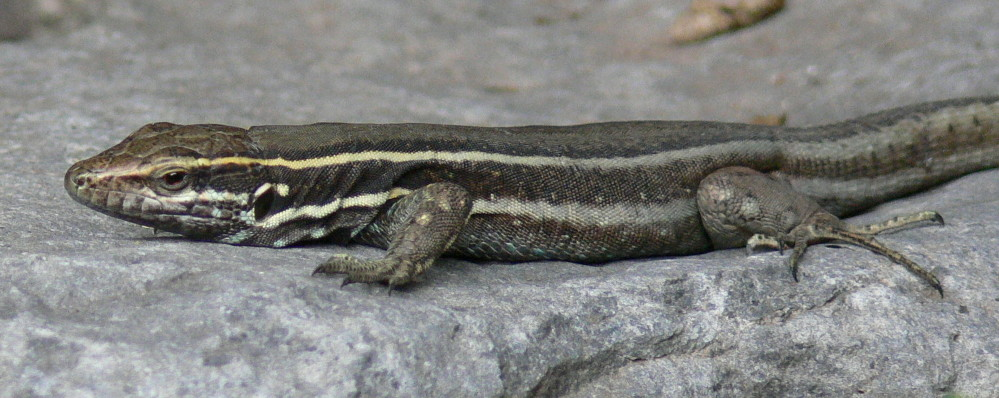
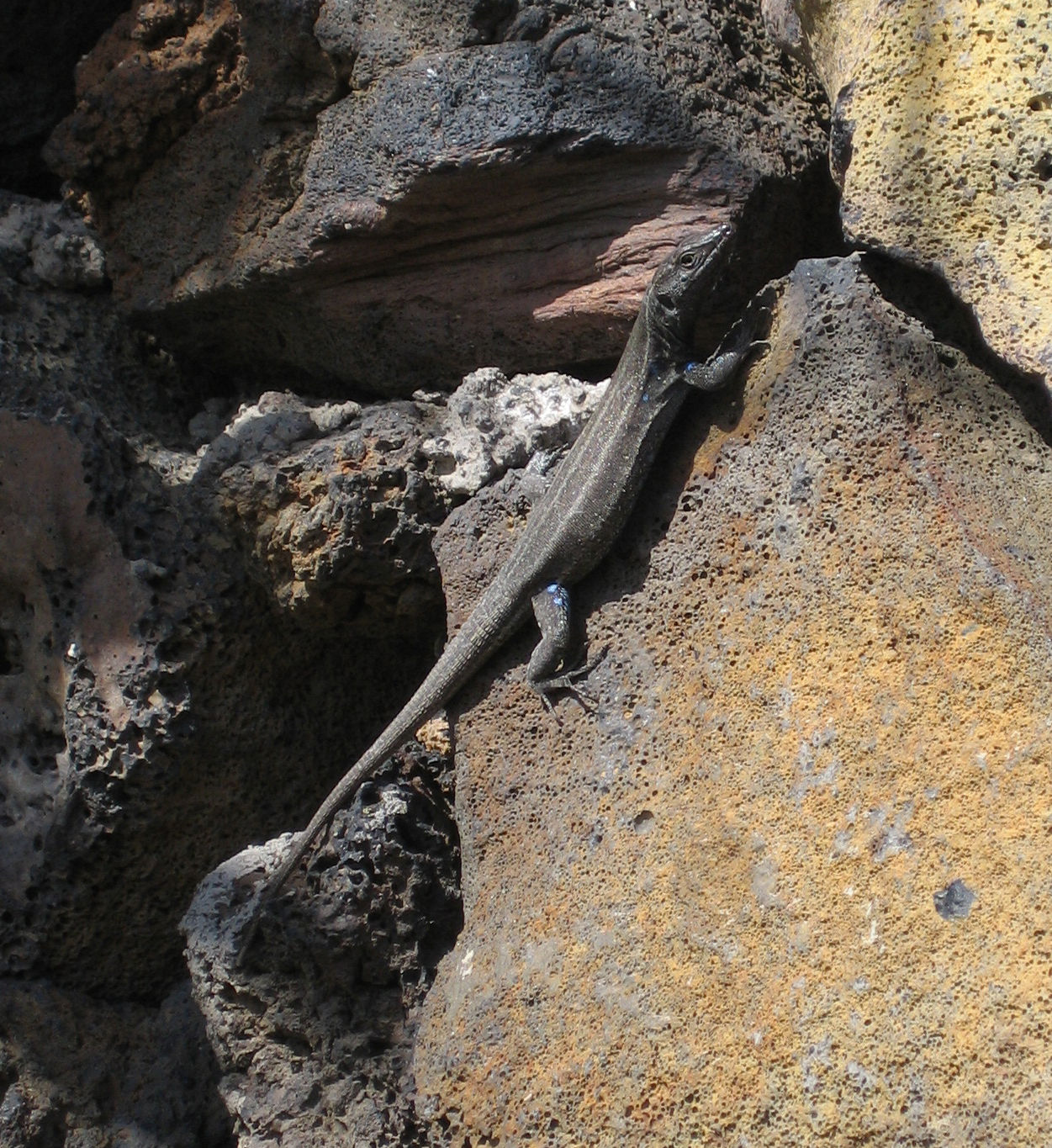